# شاه قلی سلطان یکان استاجلو
شاه قلی سلطان یکان استاجلو (درگذشته  ۱۵۷۶ میلادی) از امیران بزرگ قزلباش (طایفه استاجلو) در دوره شاه طهماسب صفوی، شاه اسماعیل دوم و  شاه محمد خدابنده  و همچنین پدر مرشد قلی‌خان سلطان استاجلو بود. وی مدتی امیرالامرای خراسان (میرزایی هرات) بود و للگی محمدمیرزا (شاه محمد خدابنده) را بر عهده داشت. وی در سال ۱۵۵۶ میلادی  از سوی شاه طهماسب اول به لقب سلطانی مفتخر گردید و سپس به حکومت هرات نائل شد.  وی در سال ۱۵۷۶ میلادی پس از درگیری‌های جانشینی شاه طهماسب یکم به دست حسین سلطان افشار حاکم فراه در هرات کشته شد.
شاه قلی سلطان یکان استاجلو مدتی در هرات للگی حمزه میرزا و عباس میرزا را نیز بر عهده داشته است. وی  توسط [حسین سلطان افشار] به قتل رسید.